# Match de football Brésil – France (2006)
Pour les articles homonymes, voir Match de football Brésil – France.
Le match de football France – Brésil de 2006 est une rencontre de quart de finale de la Coupe du monde de football 2006 qui oppose l'équipe de France à l'équipe du Brésil et voit la victoire de la France sur le score final de 1 à 0.
Le match est notamment marqué par le niveau de jeu exceptionnel de Zinédine Zidane. Certains observateurs le qualifiant même comme le meilleur de sa carrière, et comme l'une des prestations individuelles la plus aboutie de l'histoire du football. 

## Contexte avant le match
L'équipe de France se qualifie pour les huitième de finale avec difficulté, mais la victoire face à l'Espagne (3-1) redonne de l'espoir à la formation française,,.
Le Brésil, tenant du titre et cinq fois vainqueur est présenté comme le favori du match et un candidat sérieux à sa propre succession. La France et le Brésil s'affrontent pour la quatrième fois de leur histoire dans une Coupe du monde (1958, 1986 et 1998),.
Le match a lieu au Commerzbank-Arena. Raymond Domenech choisit le schéma tactique en 4-2-3-1 pour ce match.

## Déroulement du match
Dans le temps additionnel de la première mi-temps, Patrick Vieira touche le ballon de la tête d'un coup franc de Zinédine Zidane, sans succès. À la quarante-huitième minute, Zidane tire de nouveau un coup franc situé à la limite de la surface de réparation, mais le ballon est contré par le mur brésilien.
Peu avant l'heure de jeu, Florent Malouda, qui évolue sur le côté gauche du terrain, parvient à obtenir un coup franc. Zidane le tire et envoie le ballon sur Thierry Henry qui frappe du plat du pied sous la transversale des cages brésiliennes, ouvrant ainsi le score pour les Bleus (57e minute). Ce sera le seul but du match. La France se qualifie pour les demi-finales.

## Feuille de match
Feuille de match,,, :
| Match 60                                             | Brésil                                          | 0 - 1   | France                             | FIFA WM-Stadion, Francfort-sur-le-Main                 |                                                        |
| 1er juillet 2006 · 21h00 · Historique des rencontres |                                                 | (0 - 0) | 57e Henry (Zidane )                | Spectateurs : 48 000 Arbitrage : Luis Medina Cantalejo | Spectateurs : 48 000 Arbitrage : Luis Medina Cantalejo |
| 1er juillet 2006 · 21h00 · Historique des rencontres | Cafu 25e · Juan 45e · Ronaldo 45+2e · Lúcio 75e | Rapport | 74e Sagnol · 87e Saha · 88e Thuram | Spectateurs : 48 000 Arbitrage : Luis Medina Cantalejo | Spectateurs : 48 000 Arbitrage : Luis Medina Cantalejo |

| Brésil | France |

| BRÉSIL :                |    |                |       |     |
|                         |    |                |       |     |
| Titulaires :            |    |                |       |     |
| Gardien de but          | 01 | Dida           |       |     |
| ArD                     | 02 | Cafu           | 25e   | 76e |
| DC                      | 03 | Lúcio          | 75e   |     |
| DC                      | 04 | Juan           | 45e   |     |
| ArG                     | 06 | Roberto Carlos |       |     |
| MDf                     | 17 | Gilberto Silva |       |     |
| MDf                     | 11 | Zé Roberto     |       |     |
| MOf                     | 08 | Kaká           |       | 79e |
| MOf                     | 19 | Juninho        |       | 63e |
| MJ                      | 10 | Ronaldinho     |       |     |
| AC                      | 09 | Ronaldo        | 45+2e |     |
| Remplaçants :           |    |                |       |     |
| FW                      | 07 | Adriano        |       | 63e |
| DF                      | 13 | Cicinho        |       | 76e |
| FW                      | 23 | Robinho        |       | 79e |
| Entraîneur :            |    |                |       |     |
| Carlos Alberto Parreira |    |                |       |     |

| FRANCE :         |    |                 |     |     |
|                  |    |                 |     |     |
| Titulaires :     |    |                 |     |     |
| Gardien de but   | 16 | Fabien Barthez  |     |     |
| ArD              | 19 | Willy Sagnol    | 74e |     |
| DC               | 15 | Lilian Thuram   | 88e |     |
| DC               | 05 | William Gallas  |     |     |
| ArG              | 03 | Éric Abidal     |     |     |
| MC               | 04 | Patrick Vieira  |     |     |
| MC               | 06 | Claude Makélélé |     |     |
| MD               | 22 | Franck Ribéry   |     | 77e |
| MOf              | 10 | Zinédine Zidane |     |     |
| MG               | 07 | Florent Malouda |     | 81e |
| AvC              | 12 | Thierry Henry   |     | 86e |
| Remplaçants :    |    |                 |     |     |
| AC               | 09 | Sidney Govou    |     | 77e |
| AC               | 11 | Sylvain Wiltord |     | 81e |
| AC               | 14 | Louis Saha      | 87e | 86e |
| Entraîneur :     |    |                 |     |     |
| Raymond Domenech |    |                 |     |     |

| Assistants: Victoriano Giraldez Carrasco Pedro Medina Hernández Quatrième arbitre : Mark Shield Cinquième arbitre : Ben Wilson Homme du match : Zinédine Zidane |

## Conséquence et réactions

### Réactions de la presse brésilienne
À la suite de la défaite du Brésil, plusieurs joueurs brésiliens sont critiqués, comme l'arrière gauche Roberto Carlos, dont l'attitude lors de la défense face au coup franc décisif est critiquée, puisqu'il n'a pas su réagir.
Pour Luis Fernando Versissimo, le Brésil avait ses chances, car les deux équipes présentaient des similitudes selon lui : « Les deux équipes avaient des entraîneurs contestés et des choix discutés. Les deux avaient des joueurs trop vieux pour encore faire partie de la sélection. Mais par-dessus tout, les deux avaient des joueurs légendaires. Les légendes brésiliennes n'ont pas justifié leur réputation ou leurs prétentions. La plus grande légende de l'équipe française a donné une leçon de football ».
Selon le journaliste Adieu Parreira, les joueurs sont « mal préparés, mal choisis et mal organisés ».

### Le match de Zinédine Zidane
Zinédine Zidane livre une prestation exceptionnelle lors de ce match,,,. Certains journalistes et observateurs le classe même comme le meilleur de sa carrière,,. En effet, le meneur des Bleus est l'auteur de plusieurs dribbles impressionnants, comme un jongle contre Kaká, où il enchaîne avec une passe extérieure du pied droit pour servir Éric Abidal à la vingt-huitième minute. À la quarante-et-unième minute, il effectue un crochet sur Ronaldinho. En seconde mi-temps, à la cinquante-quatrième minute, il effectue un lob au-dessus de Ronaldo pour servir Florent Malouda.
Après le match, plusieurs de ses coéquipiers lui louent une qualité technique incroyable, notamment Malouda :  « On peut dire que Zizou était Brésilien sur ce match ». Puis Abidal : « Je crois qu'il a fait des gestes techniques qui ont dû plaire à pas mal de personnes. C'est extraordinaire. Avant même que je sois professionnel, il me faisait rêver. Aujourd'hui, il me fait toujours rêver ». Willy Sagnol revient quant à lui sur la décision de Zidane de continuer en équipe de France : « Je ne vais pas dire qu'on est admiratif mais on est content qu'il soit là. On est vraiment heureux qu'il ait changé d'avis il y a un an ». Enfin, le gardien de but et remplaçant Mickaël Landreau déclare : « C'est vrai que tout le monde attendait Ronaldo, Ronaldinho ou Kaka mais Zidane a tout fait à lui tout seul. Il a été exceptionnel. Le match contre l'Espagne a sans doute été un déclic important ».